# Rona, Sălaj

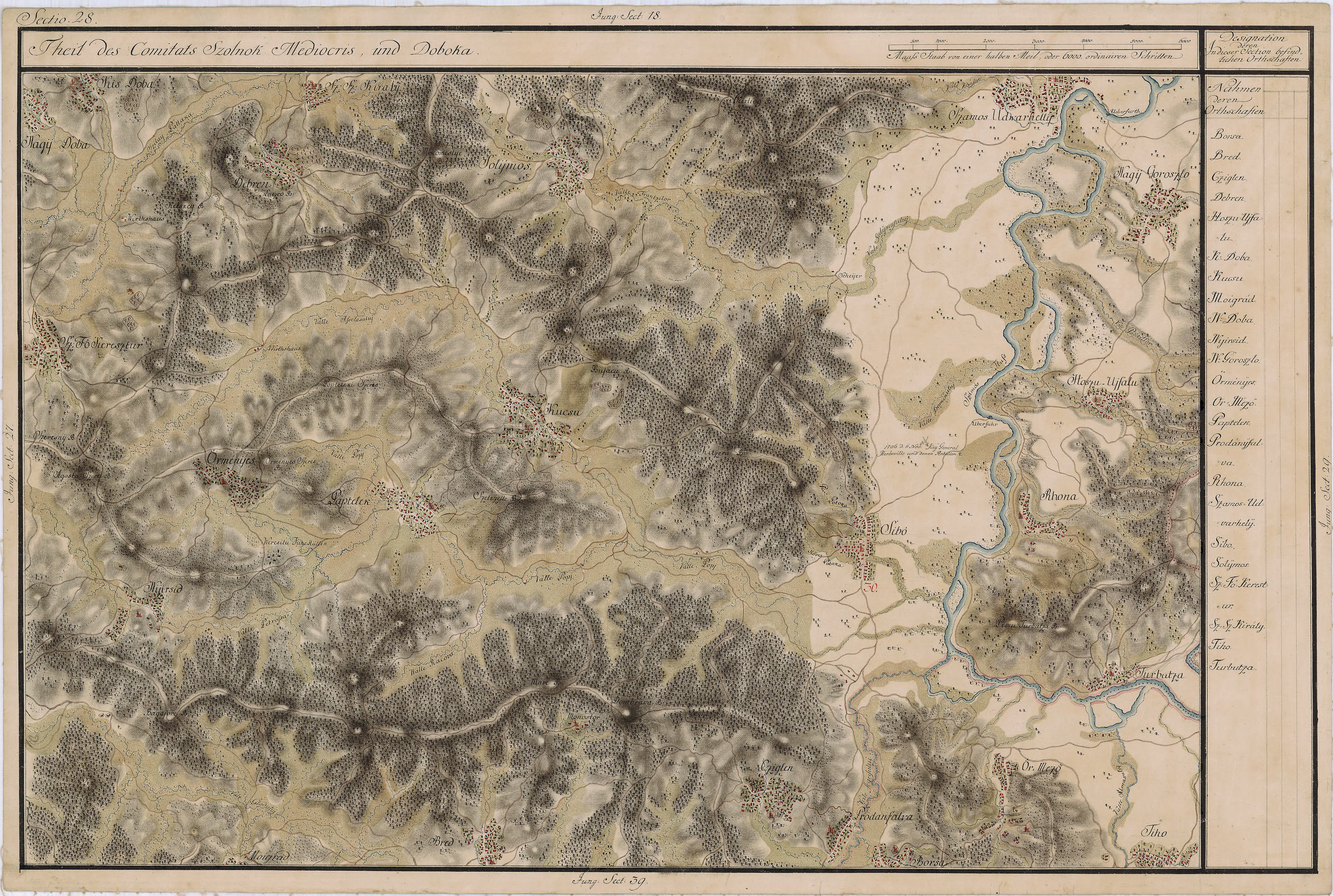
Rona în Harta Iosefină a Transilvaniei, 1769-1773

Rona (în maghiară Szilágyróna) este un sat ce aparține orașului Jibou din județul Sălaj, Transilvania, România. Se află în partea de est a județului, pe malul drept al Someșului. La recensământul din 2002 avea o populație de 371 locuitori.

## Obiective turistice
- Rezervația naturală protejată Calcarele de Rona (0,5 ha).[3]
- Gresiile de Rákóczi.[4]
- Biserica de zid, construită în perioada 1939-1940.[2]
- Piscuiul Ronei, deal având o înălțime de 420 m. [5]